# Gymnotiformes
Gymnotiformes é uma ordem de peixes ósseos da classe Actinopterygii, grupo taxonômico caracterizado pela presença de nadadeiras raiadas e brânquias protegidos por opérculos ósseos. Popularmente, são conhecidos como peixes-faca, tuviras, sarapós, ituís e poraquês. Têm capacidade para nadarem de ré e podem lançar descargas elétricas para se comunicarem, atordoarem presas ou se defenderem. São peixes estritamente neotropicais, distribuídos em ecossistemas dulcícolas no sul do México ao norte da Argentina. Eventualmente, indivíduos podem atingir águas salobras ou estuarinas para alimentação. Possuem 273 espécies válidas, distribuídas em 32 gêneros e cinco famílias: Sternopygidae, Rhamphichthyidae, Hypopomidae, Apteronotidae e Gymnotidae. As famílias Gymnotidae e Hypopomidae são as mais diversas em termos de riqueza e abundância e estão amplamente distribuídas pela área de ocorrência da Ordem.
Os Gymnotiformes estão incluídos dentro do clado Otophisy, peixes caracterizados pela presença do Aparato de Weber. Este aparelho que consiste em uma série de elementos ósseos modificados e ligamentos das quatro ou cinco vértebras anteriores que conectam a bexiga natatória ao ouvido interno para transmissão do som, acompanhados de modificações na região ótica do crânio. O clado Otophysi inclui a ordem Gymnotiformes juntamente com Characiformes, Siluriformes e Cypriniformes. Relações filogenéticas atuais posicionam Gymnotiformes como grupo irmão de Siluriformes, fortemente suportados por 160 loci do RNA ribossômico codificado nuclearmente, 208 loci de genes mitocondriais e 85 caracteres morfológicos, apontando uma alta congruência entre os grupos.
Os Gymnotiformes diferem morfologicamente de outros Otophysi pela presença de apenas duas nadadeiras (peitoral e anal) e eventualmente a caudal reduzida em algumas espécies da família Apterodontidae, como o caso do Ituí-cavalo. A nadadeira anal é longa e percorre quase toda região ventral pós-abdominal, desde o fim das nadadeiras peitorais até a ponta posterior do corpo. A nadadeira anal possui mais de 100 raios e atua como o principal órgão de propulsão, permitindo movimentos para frente e para trás por meio de ondulações. São caracterizados por possuir corpo alongado (comprimido ou arredondado), coberto por escamas cicloides e olhos reduzidos, recobertos ou não por uma membrana (como ocorre em espécies do gênero Eigenmannia).
Outra característica marcante do grupo é a capacidade dos peixes de produzir campos elétricos. Os órgãos produtores de eletricidade são derivados de células musculares (miogênicas), mas também pode ser originado por células nervosas (neurogênicas), como ocorre em indivíduos adultos de Apterodontidae. Uma vez que possuem visão pouco desenvolvida, grande parte das espécies produzem baixas descargas elétricas, frequentemente restritas a milivolts, útil para percepção do ambiente, procura de alimento, comunicação e escolha de parceiros reprodutivos. As espécies do gênero Electrophorus (poraquês) são a única exceção e conseguem produzir pulsos elétricos de alta intensidade, acima de 600 volts, capazes de imobilizar presas e dissuadir predadores.
Esses peixes, assim como muitas espécies de Siluriformes, seu grupo irmão, possuem hábito noturno e vivem associados principalmente ao substrato. As espécies de Gymnotiformes apresentam diversas adaptações de história de vida ligadas ao uso do habitat e alimentação. Espécies psamófilas, como Gymnorhamphichthys rondoni, passam boa parte do tempo enterrados em bancos de areia, protegendo-se e alimentando-se de invertebrados. Outras espécies são especializadas em habitar margens escavadas, como o caso diversas espécies de Sternopygidae. Outras famílias, como Gymnotidae e Hypopomidae, são associadas a bancos de folha, raízes e pedaços de madeira depositados no fundo, utilizando principalmente como abrigo e alimentação de invertebrados que colonizam e processam essa matéria orgânica.

## Famílias
- Apteronotidae
- Gymnotidae - poraquê, sarapó
- Hypopomidae
- Rhamphichthyidae
- Sternopygidae